# Пхунцоґ Намґ'ял II
Пхунцоґ Намґ'ял II — п'ятий чоґ'ял Сіккіму. Успадкував владу по смерті Ґ'юрмеда Намґ'яла.
За часів його правління непальці атакували Рабденце, тогочасну столицю Сіккіму.